# آلان روشا
آلان روشا (بالفرنسية: Alain Rochat)‏ (مواليد 1 فبراير 1983) هو لاعب كرة قدم سويسري من أصل كندي ، يجيد اللعب في مركز قلب الدفاع ، ويلعب أيضًا كظهير أيسر ولاعب خط وسط دفاعي ، ويلعب حاليًا لنادي يانغ بويز السويسري.

## بطولات وإنجازات اللاعب

### زيورخ
- دوري السوبر السويسري: 2006–2007 ، 2008–2009

## وصلات خارجية
- آلان روشا على موقع الدوري الأمريكي (الإنجليزية)
- آلان روشا على موقع قاعدة بيانات كرة القدم.إي يو (الإنجليزية)
- آلان روشا على موقع ناشيونال فوتبول تيمز (الإنجليزية)
- آلان روشا على موقع Soccerway.com (الإنجليزية)
- آلان روشا على موقع عالم كرة القدم.نت (الإنجليزية)
- آلان روشا على موقع AS.com (الإسبانية)

- Alain Rochat